# 岡田誠
岡田 誠（おかだ まこと、1971年8月12日 - ）は、日本の俳優、歌手、声優、ナレーター。埼玉県出身。テアトル・エコー所属。

## 略歴
国立音楽大学卒業。ホリプロを経て、2022年よりテアトル・エコーに所属している。

## 人物
亥年。しし座。
体重88 kg（計測時期不明）。lowG - hiGの音域。
2010年1月17日に死去した郷里大輔の後任として、『ジャングル・ブック』のバルー役を東京ディズニーランドのエンターテインメント『ミッキーのマジカルミュージックワールド』より引き継いでいる。なお、岡田は多数のディズニー関連作品にキャラクターのコーラスや吹き替えなどの役割で出演している。

## 出演
太字はメインキャラクター。

### 舞台

#### オペラ
- 『カルメン』
- 『椿姫』
- 『ラ・ボエーム』
- 『ウェルテル』
- 『蝶々夫人』
- 『マクベス』

#### ミュージカル
- 『マイ・フェア・レディ』（東宝）
- 『キャンディード』（PARCO）
- 『オケピ!』三谷幸喜演出（PARCO、ファゴット役）
- 『スウィーニー・トッド』（ホリプロ）
- 『ジキル&ハイド』
- 『太平洋序曲』（新国立劇場）
- 『かもめ・長短調 眺め身近め』
- 『三文オペラ』
- 祝祭音楽劇『トゥーランドット』
- 『サンデー・イン・ザ・パーク・ウィズ・ジョージ』
- 『ザ・ミュージックマン』
- 『アンナ・カレーニナ』（東宝）
- 『サンセット大通り』（ホリプロ）
- 『愛の唄を歌おう』
- 『ピノキオまたは白雪姫の悲劇』
- 『デスノート THE MUSICAL』（ホリプロ）
- 『王家の紋章』（東宝）
- 『ヘッズアップ』
- 『シティ・オブ・エンジェルズ』（ホリプロ）
- 『ファントム』（梅田芸術劇場）
- 『ホイッスル・ダウン・ザ・ウインドウ』
- 『ゴヤ』（松竹）
- 『メリリー・ウィー・ロール・アロング』歌唱指導（ホリプロ）
- 『コメディ・トゥナイト』歌唱指導（松竹）
- 『ブラッド・ブラザーズ』吉田鋼太郎演出（2022年、ホリプロ）
- 『グランドホッグ・デー』福田雄一演出（2024年、PARCO）
- 『サムシング・ロッテン!』福田雄一演出（2025年 - 2026年、フジテレビジョン）[2]

#### その他
- 『ヴェニスの商人』
- 『十二夜』
- 『アラジンと魔法の歌』[3]

### 吹き替え

#### 映画
- 『魔法にかけられて』（2008年、コーラス）
- 『メリー・ポピンズ リターンズ』（2019年、ペンギン役）
- 『ノエル』（2020年、コーラス）
- 『ウィキッド ふたりの魔女』（2025年、スロップ総督役〈アンディ・ナイマン〉[4]）

#### アニメ
- 『プリンス・オブ・エジプト』（1999年、コーラス）
- 『プリンセスと魔法のキス』（2010年、コーラス）
- 『塔の上のラプンツェル』（2011年、フックハンド役）
- 『ジェイクとネバーランドのかいぞくたち』（2011年 - 2016年、シャーキー役）
- 『ラプンツェルのウェディング』（2012年、コーラス）
- 『ちいさなプリンセス ソフィア』（2013年、コーラス）
- 『アナと雪の女王』（2014年、氷職人とトロールのコーラス）
- 『アナと雪の女王 エルサのサプライズ』（2015年、アレンデール国民のコーラス）
- 『ラプンツェル ザ・シリーズ』（2018年、フックハンド役）
- 『アナと雪の女王2』（2019年、ノーサルドラ民のコーラス）
- 『ワンス・アポン・ア・スタジオ -100年の思い出-』（2023年、バルー役[5]）

### ナレーション
- 『新幹線をつくった男たち～夢よ、もっと早く～』（テレビ東京）
- 『ガイアの夜明け』（テレビ東京）
- 『ネプリーグ』（フジテレビ）
- 『月刊やさい通信』（NHK）
- 『林先生が驚く初耳学!』（TBS）
- 『皇室の窓』（テレビ東京）
- 『よじごじDays』（テレビ東京）
- 『ニュース シブ5時』（NHK）
- 『警察特捜2020』（日本テレビ）
- 『Nスタ』（TBS）
- 『TBS NEWS』（TBS）
- 『ひるまえほっと』（NHK）
- 『news every.』（日本テレビ）
- 『スーパーJチャンネル』（テレビ朝日）
- 『NHKニュース おはよう日本』（NHK）

### その他コンテンツ
- 『ディズニー・オン・アイス』（バルー役）
- 『東京ディズニーリゾート』（バルー役）
- 『ミッキーのマジカルミュージックワールド』（バルー役）